# 瀬戸口郁
瀬戸口 郁（せとぐち かおる、1964年7月16日 - ）は、日本の俳優、劇作家、演出家である。山口県出身。文学座所属。

## 来歴
慶應義塾大学文学部卒業。1989年に文学座研究所に入所し、1994年に座員となる。

## 出演作品

### 舞台
1992年
- 初舞台『御意にまかす』(文学座本公演)紀伊國屋ホール

1993年
- 『舞台・愛しすぎる人たちよ-智恵子と光太郎-』(本公演)紀伊國屋ホール

1995年
- 『メモランダム』(文学座アトリエ公演）
- 『若人よ蘇れ（朗読劇）』（青年座）東京芸術劇場

1996年
- 『太陽が死んだ日』(スフィア）天王洲アートスフィア

1997年
- 『寒花』(文学座アトリエ公演)

1998年
- 『華岡青洲の妻』（本公演）紀伊國屋サザンシアター

1999年
- 『北の阿修羅は生きているか』(本公演)紀伊國屋サザンシアター

2000年
- 『ハーブ園の出来事』(俳優座劇場）

2001年
- 『ペンテコスト』(アトリエ)

2002年
- 『顔』(本公演）アトリエ
- 『月夜の道化師』(本公演)紀伊國屋ホール
- 『ウィット』(パルコ劇場)

2003年
- 『オキシジェン』（リーディング）シアタートラム
- 『レディ・ゾロ』大阪松竹座
- 『バラード』(アトリエ)
- 『ミュージカル みどりのゆび』日生劇場

2004年
- 『モンテ・クリスト伯』(本公演)アートスフィア
- 『THE CRISIS -ザ・クライシス-』(アトリエ)

2005年
- 『アルバートを探せ』(アトリエ)

2006年
- 『オトコとおとこ』(アトリエ)
- 『おーい幾太郎』旅公演

2008年
- 『真実のゆくえ』俳優座劇場

2009年
- 『おーい幾多郎』吉祥寺シアター
- 『波』(構成・出演)山本有三記念館
- 『夜明けのフェニックス』長岡リリックホール・シアター

2010年
- 『女の一生』(本公演)俳優座劇場
- 『留守』金沢市民芸術村
- 『秋の対話』金沢市民芸術村
- 『秘密の代償』金沢市民芸術村
- 朗読会『路傍の石』（構成・台本・出演）三鷹市山本有三記念館、とちぎ蔵の街観光館

2011年
- 『女の一生』三鷹市山本有三記念館
- 『西と東〜もしも鎖国がなかったら』東京藝術大学奏楽堂
- 『音楽劇 わが町』俳優座劇場
- 『流れゆくもの』滋賀県立文化産業交流記念館イベントホール内特設舞台「長栄座」

2013年
- リーディング『真実一路』三鷹市山本有三記念館

2014年
- 『わが町』俳優座劇場、地方公演

2024年
- 『夜の来訪者』俳優座劇場[2]

### テレビ
- おっとあぶない、外伝
- 大河ドラマ（NHK）
  - 葵 徳川三代（2000年）
  - 武蔵 MUSASHI（2003年） - 加賀四郎 役
  - 青天を衝け（2021年）

### 映画
- カナカナ

### 劇場版アニメ
- マイマイ新子と千年の魔法（タツヨシの父）

### ラジオドラマ
- 人力ヒコーキから蚊帳の中で
- 死神の精度

## 脚本
2006年
- 『ある剣劇女優の物語』横浜にぎわい座芸能ホール

2007年
- 『五大路子詠み芝居　走る女』神奈川県立青少年センター
- 『エゲリア』神奈川県立青少年センターホール

2008年
- 『てけれっつのぱ』俳優座劇場

2012年
- 『君といた夏』可児市文化創造センター

2012年
- 『白蓮耨多羅』(作・演出）国立劇場

2014年
- 『音楽劇 わが町』俳優座劇場、地方巡演

### 受賞歴
平成20年度『てけれっつのぱ』（劇団文化座）文化庁芸術祭大賞 演劇部門 脚本